# الجامعة المغربية لعلم الطيور
الجامعة المغربية لعلم الطيور، تأسست حديثا ويرأسها السيد عبد الحق الزهويلي، هي الجهة الرسمية والمؤسسة التي تعنى بشأن الطيور بجميع أنواعها والعلوم المرتبطة بها، بالمملكة المغربية،، والمباريات أو المسابقات التي محورها الطيور الجمالية والغنائية منها وغيرها .. ، وتنضوي تحتها عدة جمعيات تهتم بتربية الطيوم وحمايتها والحفاظ على الموروث البيئي والحيواني .

## العصب الجامعية

### عصبة الدار البيضاء الكبرى
- جمعية المعاريف للعلم الطيور
- نادي علم الطيور الجديدي
- الاتحاد الجديدي لعلم الطيور بالجديدة
- الجمعية المغربية لهواة الطيور بالدار البيضاء
- جمعية عين الشق للطيور بالدار البيضاء
- جمعية البرنوصي بالدار البيضاء
- جمعية أم الربيع لهواة الطيور بالجديدة
- جمعية مزكان لهواة الطيور بالجديدة

### جهة الرباط سلا والنواحي
- رابطة الجمعيات المغربية لعلم الطيور بجهة الرباط سلا والنواحي
- الجمعية الثقافية لمربي الطيور بالرباط
- الجمعية الحديثة للثقافة وتربية الطيور بسلا
- جمعية المعمورة لهواة الطيور - القنيطرة
- جمعية ببنيير لهواة الطيور سلا الجمعية الحديثة للثقافة وتربية الطيور تفلت
- نادي المالينوا السلاوي بسلا
- جمعية تمارة لهواة تربية الطيور بتمارة

### عصبة الشمال لعلم الطيور
- جمعية كيتان لهواة الطيور (تطوان)
- جمعية اللوكوس لحسون الدهبي (القصر الكبير)
- جمعية زيليش لهواة الطيور (أصيلة)
- جمعية اتحاد مربي الطيور المغردة بطنجة (طنجة)
- جمعية طنجيس للثقافة وعلم الطيور (طنجة)
- جمعية أصدقاء الطيور (القصر الكبير)

### عصبة الجنوب لعلم الطيور
- جمعية الأندلس لمربي الطيور المغردة مراكش
- جمعية تبقال لهوة تربية الحمام الأصيل والزاجل والطيور المغردة مراكش
- جمعية قلعة السراغنة لتربية الطيور
- جمعية الكنتور لعشاق الطيور اليوسفية
- جمعية الرمال الذهبية للثقافة وعلم الطيور الساقية الحمراء العيون الصحراء المغربية

### عصبة الشرق لعلم الطيور

رئيس عصبة الشرق لعلم الطيور

- رئيس عصبة الشرق لعلم الطيورالجمعية المتوسطية لأصدقاء الطيور والبيئة تازة
- الجمعية الو جدية لأصدقاء الطيور وجدة
- جمعية التازية لهواة تربية الطيور تازة
- جمعية الناضورية لهواة تربية الطيور المغردة الناظور

### عصبة مكناس فاس
- جمعية المستقبل لهواة الطيور مكناس
- الجمعية الفاسية للطيور المغردة فاس